# Eduard Wimmer (Offizier)

Eduard Wimmer

Eduard Wimmer (* 25. Dezember 1840; † 12. Mai 1902) war ein bayerischer Offizier sowie Militär- und Heimatforscher.

## Leben
Wimmer, Sohn eines Augenarztes, trat 1859 in das Infanterie-Leib-Regiment der Bayerischen Armee ein und besuchte 1861/62 die Kriegsschule. 1863 wurde er Junker im 8. Infanterie-Regiment in Passau, 1864 als Leutnant nach Ingolstadt versetzt. Dort beschäftigte er sich mit seinem Kameraden Hugo Arnold mit dem römischen Limes und war einer der Mitbegründer des Historischen Vereins. Nach der Teilnahme am Krieg gegen Frankreich 1870/71 wechselte er zum 11. Infanterie-Regiment in Straubing, wurde 1877 zum Hauptmann und Kompaniechef ernannt. In Straubing interessierte er sich für die Heimatgeschichte und führte auch Ausgrabungen im römischen Straubing, dem antiken Sorviodurum, durch. 1880 begründete er die „Historische Sammlung der Stadt“ im Straubinger Stadtturm, aus der später das Gäubodenmuseum hervorging. Am 2. März 1888 wurde er für seine stadtgeschichtlichen Forschungen und als Begründer des Museums zum Ehrenbürger von Straubing ernannt.
Unter Verleihung des Charakters als Major wurde Wimmer am 6. Februar 1888 mit Pension zur Disposition gestellt und zum Kommandeur des Landwehrbezirks Wasserburg am Inn ernannt. Unter Belassung in seinem Verhältnis zur Disposition wurde er am 3. Mai 1895 von dieser Funktion enthoben. Am 14. März 1897 wurde er zum Vorstand des Bayerischen Armeemuseums in München ernannt und ihm am 29. Juli 1900 unter Verleihung des Charakters als Oberstleutnant der Abschied mit der Erlaubnis zum Tragen seiner Uniform bewilligt.

## Veröffentlichungen (Auswahl)
- Bericht über Hanns von der Leiter, Statthalter zu Ingolstadt, und sein Geschlecht. (Nachdruck aus Oberbayerisches Archiv. Band 31), Druck C. Wolf & Sohn, München 1871 (Online – Google-Buchsuche).
- Sammelblätter zur Geschichte der Stadt Straubing. Bd. 1–4, Nr. 1–200. Straubing 1882–1886.
- Geschichte des Königl. Bayer. 11. Infanterie-Regiments „von der Tann“ von 1805–1889. Kopfsgutter, Wasserburg am Inn 1890.